# Енциклопедія українознавства
«Енциклопедія українознавства» — україномовна енциклопедія про Україну, створена у 1940-х —1990-х роках під егідою Наукового товариства імені Шевченка в Європі (НТШ у Європі) розташованого у французькому місті Сарселі.

## Загальний опис
Всього енциклопедія складається з 14 томів. По аналогії з «Encyclopædia Britannica», ЕУ складається з кількох типів томів. Перший тип томів — це три томи так званої «Propædia» (1949) також відомих як «ЕУ-I» та «Енциклопедія українознавства. Загальна частина», де фактично розміщена одна велика розлога стаття про Україну на 1200 сторінок (нумерація всіх трьох томів наскрізна). Другий тип томів — це 10 томів так званої «Micropædia» (1955—1995) також відомих як «ЕУ-II» та «Енциклопедія українознавства. Словникова частина», де розміщуються короткі статті та плюс 11-й том із виправленнями та доповненнями. Усього енциклопедія містить понад 20 000 термінів.
У 1993—2003 роках всі 14 томів було перевидано як «репринтові видання» в Україні у Львові (НТШ у Львові, лише «ЕУ-II») та Києві (Інститут археографії НАН України, лише «ЕУ-I»). Паралельно з НТШ у Львові, у Києві альтернативну версію репринтового видання зі своїми власним художнім оформленням зробила харківська друкарська фабрика «Глобус».
У 1963—1993 роках була видана англомовна скорочена версія «ЕУ-1» (з 2-х томів) та «ЕУ-2» (з 5 томів, у яких містилося 12 500 термінів).

## Передумови створення ЕУ

Палітурка 1-го тому репринтного видання «Енциклопедії українознавства» (Львів, 1993)

Палітурка 1-го тому репринтного видання «Енциклопедії українознавства» (Київ, 1993)

Спроби створити україномовну енциклопедію про Україну розпочалися ще у XVIII столітті, але так і не здійснилися.

### Перші спроби створити україномовну енциклопедію про Україну
У 1932—1934 роках у Харкові були підготовлені матеріали для трьох томів планованої 20-томної «Української радянської енциклопедії» (УРЕ) під редакцією Миколи Скрипника. Перший том був підготовлений до друку на початку 1933 року, а в 1934 році вчені передбачали випуск ще двох томів, проте ідея першої «УРЕ» зазнала краху разом із радянською політикою «українізації 20—30-х років». Численні автори й редактори «УРЕ» через наявність «націоналістичного ухилу» були репресовані, а у листопаді 1934 року видавництво ліквідовано.
Спроби створити україномовну енциклопедію були продовжені у 1941 році у Кракові видавництво «Бистриця», де за редакцією Івана Раковського та Євген-Юлія Пеленського було підготовлено перший том «Енциклопедії Українознавства», але внаслідок воєнних труднощів II Світової Війни подальшу роботу було припинено.

### Перші україномовні енциклопедії про Україну
Першою україномовною енциклопедією про Україну стала тритомна «Українська загальна енциклопедія» (УЗЕ), що вийшла у Львові в 1930—1933 роках під редакцією Івана Раковського.
Другою україномовною енциклопедією, що з'явилася ще до «ЕУ» у далекій Аргентині протягом 1957—1967 років, була восьмитомна «Українська Мала Енциклопедія» (УМЕ). Це важливе великоформатне видання обсягом у 2200 сторінок побачило світ завдяки зусиллям лише одного автора — професора Євгена Онацького.

## Історія видання

### Історія оригінального видання ЕУ
«Енциклопедії Українознавства» була підготовлена та видана впродовж майже пів століття у 1949—1995-х роках українськими діаспорними вченими під егідою Наукового товариства імені Шевченка у Європі (розташованого у місті Сарселі у передмісті Парижа, Франція). При підготовці цієї енциклопедії науковці НТШ у Європі користувалися матеріали з різнобічних джерел, включно з виданнями української діаспори, виданнями з СРСР тощо.
Загалом «Енциклопедії Українознавства» складається з двох частин: «ЕУ-I» та «ЕУ-II». Перша частина що вийшла у 1949 році, також знана як «ЕУ-I» та «Енциклопедія українознавства. Загальна частина», по аналогії з «Encyclopædia Britannica» складається з так званої «Propædia» і у ній у трьох томах фактично розміщена одна велика розлога стаття про Україну на 1200 сторінок (нумерація всіх трьох частин наскрізна). Перший том містить загальні відомості про Україну: географію та природу, дані про людність, етнографію, мову. У другому томі представлена українська історія, церква, право, культура і, зокрема, література. Третій том за своїм характером дуже різноманітний: у ньому подані відомості про наше просторове мистецтво, театр, музику, науку, освіту, видавничу справу, пресу, бібліотеки, музеї, архіви тощо, а у прикінцевій частині третього тому викладені відомості про народне господарство, стан і розвиток суспільства, українське військо. Друга частина, що вийшла у 1955—1995 роках, також знана як «ЕУ-II» та «Енциклопедія українознавства. Словникова частина», складається з так званої «Micropædia» і у ній у 10 томах розміщуються більше 20 тисяч коротких статей-тлумачень на 4015 сторінках (нумерація всіх десяти томів наскрізна) плюс 11-й том з виправленнями та доповненнями.

### Перевидання ЕУ в Україні
В Україні в перші роки незалежності репринтне перевидання здійснено відразу у двох видавництвах — у Львові організацією НТШ у Львові й у Києві харківською друкарською фабрикою «Глобус».
У Києві у Інституті археографії НАН України у 1994—1995 роках було перевидано перші три томи «загальної частини» енциклопедії, так зване «ЕУ-I».
У Львові під егідою НТШ у Львові та на кошти приватних спонсорів у 1993—2003 роках було перевидано одинадцять томів «словникової частини» енциклопедії, так зване «ЕУ-II». До першого тому вміщено статтю Олега Романіва «Довгий, тернистий, шлях українства до самопізнання», де подано доволі змістовну інформацію з історії українських енциклопедій та «Енциклопедії українознавства» зокрема. Художнє оформлення енциклопедії здійснив Ю. Кучабський. Перевиданням «ЕУ-II» у Львові опікувався видавничий комітет, що його очолили троє співголів — Іван Гель, Микола Жулинський, та Олег Романів.
Також паралельно зі львівським перевиданням 11 томів «ЕУ-II» передрук у Києві розпочала, майже одночасно зі львівським але все ж на кілька місяців пізніше, харківська друкарська фабрика «Глобус». Перевидання було здійснено у власному художньому оформленні й накладом вдвічі більшим аніж у львівського перевидання ЕУ.

## Редакція ЕУ
Головний редактор — Володимир Кубійович та Зенон Кузеля (томи 1—3 «ЕУ-I»), Володимир Кубійович (томи 1—10 «ЕУ-II») та Аркадій Жуковський (останній 11 том «ЕУ-II»).
Авторами статей-тлумачень виступили: Аркадій Жуковський, Іван Кошелівець, Софія Янів, Микола Глобенко, Василь Маркусь, Олександр Оглоблин, Василь Витвицький, Святослав Гординський, Всеволод Голубничий, Євген Ґловінський, Богдан Кравців, Наталія Полонська-Василенко, Матвій Стахів, Атанас Фіґоль, Микола Чубатий та інші.

## Фінансування ЕУ
До 11-го тому «ЕУ-2» увійшов 111-сторінковий додаток під назвою «Фундатори Енциклопедії Українознавства 1954—1991» складений у 1992 році Іваном Керестілем, де зазначається, що енциклопедію було створено завдяки фінансовим внескам понад 3 тис. фундаторів: українських організацій та приватних осіб, пожертви яких склали майже $2,9 млн дол. США. Цю багатолітню акцію по збору пожертв, що отримала назву Акції-С (Сарсель), провадили упродовж десятиліть представники українських громад у більш як дванадцяти країнах західного світу. Важливим засобом Акції-С став неперіодичний бюлетень «Вісті з Сарселю» 13, який інформував українську громадськість вільного світу про поступ у створенні ЕУ, надавав відомості про фундаторів тощо; за час роботи над ЕУ-2 вийшло 32 числа бюлетеня. Одними з найбільших жертводавців були українці Канади, які за повідомленням газети «Свобода» станом на липень 1986 року зібрали десь 700 тис. дол. США.

## Похідні твори

### Англомовна скорочена друкована версія «Encyclopedia of Ukraine»

Палітурка 1-го тому англомовного видання «Encyclopedia of Ukraine» (1984)

У 1963—1971 роках за пропозицією Володимира Кубійовича на базі «ЕУ-1» вийшов англійською мовою великий двотомний енциклопедичний довідник про Україну під назвою «Ukraine. A Concise Encyclopedia».
У 1984—1993 роках на базі «ЕУ-2» було здійснено 5-томне паперове англомовне видання «Encyclopedia of Ukraine» (EU) у видавництві Торонтського та Альбертського університету куди увійшли понад 12,500 тисяч статей-тлумачень. До цього англомовного видання також додавався додатковий том під назвою «Encyclopedia of Ukraine. Map and Gazetteer of Ukraine» де подавалися географічні мапи України (масштаб 1:2 000 000). 2001 року вийшов додатковий том під назвою «Encyclopedia of Ukraine: Index and Errata» з індексом всіх термінів у 1—5 томах.

### Англомовна онлайн версія «Internet Encyclopedia of Ukraine»
У 2001 році з'явилася онлайн версія «Internet Encyclopedia of Ukraine» (IEU) під назвою Internet Encyclopedia of Ukraine (укр. Мережева «Енциклопедія України») якою займається Canadian Institute of Ukrainian Studies.
Станом на 2019 рік у енциклопедії вже є більше 7,2 тис. термінів, що є приблизно 45 % всіх термінів що були у оригінальній друкованій версії 1984—1993 років плюс деякі абсолютно нові терміни, які були відсутні у версії 1984—1993 рр. Проєкт мережевої версії не закінчено й триває праця над наповненням енциклопедії — кінцева мета більше 20 тис. термінів.